# Années 700
Les années 700 couvrent la période de 700 à 709.

## Événements

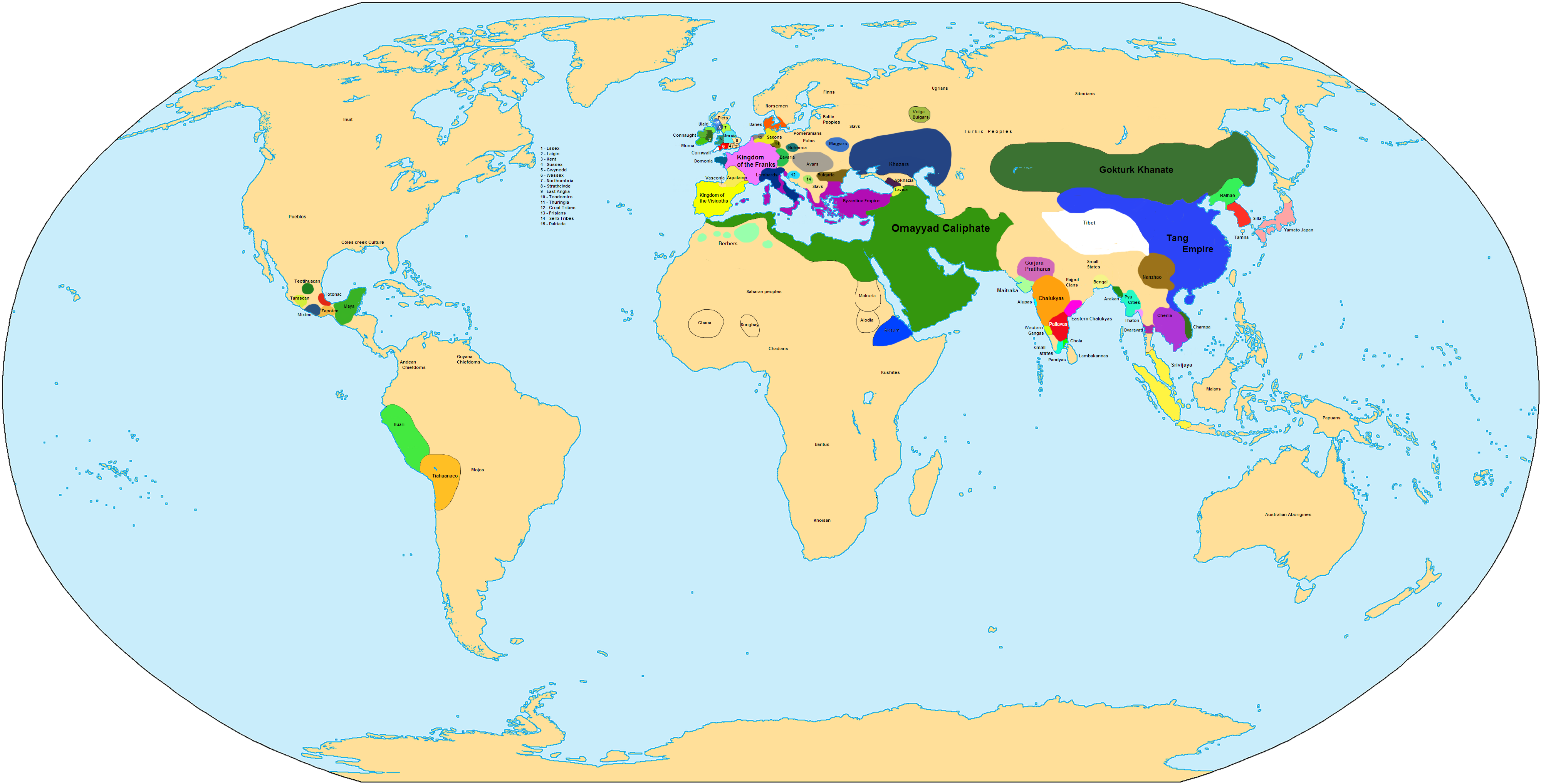
Le monde vers 700

- 701 : code de Taihō au Japon, qui organise son administration sur le modèle chinois des Tang. Une ambassade est envoyée en Chine (702)[1].
- 702 : pillage de Djeddah par les Axoumites. Après cet épisode et la réaction des Musulmans, la puissance maritime du royaume d'Aksoum décline[2]. L'Éthiopie se retranche vers les provinces montagneuses.
- 708 : échec de Justinien II contre les Bulgares à la bataille d'Anchialos[3].
- 708-709 : prise de Tanger par les Arabes ; le comte Julien, gouverneur de Ceuta (Septem), reconnait leur suprématie ; fin de la conquête musulmane du Maghreb[4].
- Avant 710 : construction château du désert Qasr Kharana en Jordanie[5].

## Personnages significatifs
- Al-Walid ben Abd al-Malik - Gemmei - Grimoald II - Julien, gouverneur byzantin de Ceuta - Jean VII - Justinien II - Kapaghan - Kumarila Bhatta, philosophe hindou - Radbod - Wu Zetian